# Halictus lanei
Halictus lanei är en biart som först beskrevs av Jesus Santiago Moure 1940.  Halictus lanei ingår i släktet bandbin, och familjen vägbin. Inga underarter finns listade i Catalogue of Life.